# Отражение (телепроект)
«Отражение» — российский проект цикла документальных фильмов на исторические, военные, политические и научно-фантастические темы, транслировавшийся на телеканале REN-TV с 14 апреля 2003 по 26 мая 2006 года. 
В работе над проектом «Отражение» принимали участие девять творческих групп REN-TV, а также было задействовано внешнее продюсирование шести самых известных московских и питерских студий документального кино. Многие документальные фильмы этого проекта завоевали немало призов на международных фестивалях. Последняя трансляция — 26 мая 2006 года.

## Фильмы проекта
- «Бомонд»
- «Русская дивизия SS»
- «Саша. Сашка. Сашенька…»
- «Каторжанки»
- «Подземка»
- «Пластическая революция»
- «Сломанные куколки»
- «Рак. Зона страха»
- «Украденное сердце»
- «Красная Африка»
- «Телохранители»
- «Киднеппинг — детонатор страха»
- «Приговор смертницы»
- «Чужие»[8]
- «По волчьему следу»
- «Возвращение в Норд-Ост»
- «НЛО: хроники тайных погонь»
- «Золотой укол»
- «НЛО: операция «Сокрытие»
- «Деньги»
- «Темные глаза бездны»
- «Жёлтые короли»
- «Скальпель для невидимки»
- «Бродяги»
- «Камикадзе»
- «Байкеры»
- «Цена жизни»
- «Тень государственной важности»
- «Германский отдел»
- «Боинг-007. Приказано уничтожить»
- «Небожители»
- «В зоне поражения»
- «Подводные призраки»
- «Убийство государственной важности»
- «Русские нелегалы»
- «Чёрные тени у белого дома»
- «Индийская защита»
- «Сказки про Хаммера»
- «Рекламные игры»
- «Последняя тайна Саддама»
- «Россия-2017»
- «Территория смерти»
- «Последний удар Микояна»
- «Лихорадка эбола. Тайна вируса смерти»
- «Русский Дакар: по ту сторону медали»
- «Именем революции, или Привет от Кобы»
- «SOS для батискафа»
- «Люди Х»
- «Последний звонок Беслана»
- «История одного захвата»
- «Завет Шамиля»
- «Последний полет»
- «Заветам Бендера — верны!»
- «Бандиты в погонах»
- «Подводные ниндзя»
- «Поцелуй белого дьявола»
- «Русские диверсанты Скорцени»
- «Красные водолазы»
- «Золотые рыбки»
- «Шах французского связного»
- «Девочки. Обыкновенная мечта»
- «Возвращение командарма»
- «Путь воина»
- «Drug Users (Наркопользователи)»
- «Формула успеха»
- «Чернобыль. 20 лет после жизни»
- «Лед»
- «С-80. Лодка-призрак»
- «Вернувшийся с войны»
- «Провокация государственной важности»
- «Смертельный туризм»
- «Криминальный передел»
- «Потерявшие память»
- «Скинхеды»
- «Луна: иная реальность»
- «Чёрные рэкеры. Подводные пираты»
- «Соблазн по-русски»
- «Армия бродяг»
- «Ампула смеха»
- «Команда особого назначения»
- «Гибель Гагарина. Возвращение истины»
- «Тайны погибших кораблей»
- «Охота на Фаберже»
- «В погоне за призраком»
- «Чёрный пояс»
- «В объятиях жёлтого дракона»
- «Микструра для терминатора»
- «Саша + Лена»
- «Шаман»
- «Воры в законе»
- «Кладбище»
- «Кругосветка»
- «Молчание щенят»
- «Игрушки»
- «Песчаные короли»
- «Яппи»
- «Палата №6»
- «Свалка»
- «Мезальянс»
- «Вирус-убийца»
- «Тегеран-43. Подлинная история любви»
- «По обе стороны победы» (5 серий)[9][10]
- «Спецназ»
- «Очередь»
- «Казино»
- «Мусульмане»
- «PRовокация»[11][12]
- «Время бойца»
- «Подиум»